# Grčki kor
Kor (grč. horos= igralište, mjesto za plesanje, ples, kolo) ) je u helensko doba, prvotno prostor oko oltara na kojem su se izvodili obredni plesovi i pjesme. Korsko pjevanje u ditirambima razvilo se osobito u kultu Dioniza. Odatle je potekao kor u tragediji sa svoja tri reda po pet igrača, koreuta (u komediji ih je bilo 24). Taj je kor pjevao korske pjesme uz ples. U klasičnoj grč. tragediji kor pod vodstvom korifeja tumači i komentira dramsku radnju. Trošak za opremu kora i uvježbavanje snosio je u Ateni koreg.